# Isanda
Isanda is een geslacht van weekdieren uit de klasse van de Gastropoda (slakken).

## Soorten
- Isanda coronata A. Adams, 1854
- Isanda murrea (Reeve, 1848)